# Ateliers Hafenstraße
Ateliers Hafenstraße ist eine Ateliergemeinschaft von freiberuflich tätigen Illustratoren, Autoren und Grafikern, ansässig in der Hafenstraße 64 am alten Güterbahnhof in Münster.

## Geschichte
2006 gründeten u. a. Cornelia Haas, Günther Jakobs, Christiane Leesker, Daniel Napp, Christine Nippoldt (Lilli L’Arronge), Robert Nippoldt, Stephan Pricken, Tina Schulte und Alexander Steffensmeier die Ateliergemeinschaft „Ateliers Hafenstraße“ und mieteten gemeinsam Büroräume in einem ehemaligen Bahngebäude an. Weitere Gestalter und Illustratoren kamen in den nächsten Jahren dazu, andere zogen weiter. Heute (Stand: 10/2018) arbeiten in der Ateliergemeinschaft neben den Gründungsmitgliedern: Jan Altehenger, Lars Baus, Julia Buschmann, David Ehlert, Anna Fuchsgruber, Cathy Ionescu, Vanessa Jansen, Saskia Kunze, Duniel Niehaus, Dirk Reinhardt und Christian Trick.
Im Laufe der Jahre entstanden in der Atelieretage über 500 Bücher, die in 28 Sprachen übersetzt wurden, größtenteils aus dem Kinder-, Jugend- und Sachbuchbereich. Jährlich findet auf dem Gelände der Hafenstraße 64 eine Gemeinschaftsausstellung statt, verbunden mit einem Tag der offenen Tür und Atelierfest.

## Gemeinsame Bücher
In Zusammenarbeit mit dem Carlsen Verlag entstanden folgende gemeinsame Kinderbücher:
- Mix Max Miezekatz. Carlsen, 2016, ISBN 978-3-551-51887-3[5][6]
- Das total verbammelte super Tummelsurium der Tiere. Carlsen, 2015, ISBN 978-3-551-51871-2[7][8]
- 365 mal Vorlesen. Carlsen, 2013, ISBN 978-3-551-51797-5[9][10][11]

## Ausstellungen
- TaTü (Tag der offenen Tür), seit 2006 jährliche Ausstellung der Ateliers Hafenstraße im November (2006–2017)[12][13][14]
- Ateliers Hafenstraße 64, Gemeinschaftsausstellung im Haus der Niederlande, Krameramtshaus, Münster (2017)[15][16]
- Ateliers Hafenstraße 64, Gemeinschaftsausstellung im Kulturbahnhof, Münster (2017)[17]
- Der Blaue Waggon, Ausstellung der Ateliers Hafenstraße in einem historischen Eisenbahnwaggon, am alten Güterbahnhof Münster (2007)[18]